# Cratere Bickerdyke
Bickerdyke è un cratere sulla superficie di Venere. Il cratere è intitolato all'infermiera e filantropa statunitense Mary Ann Bickerdyke.